# The Brian May Band
The Brian May Band va ser una banda de rock anglesa i americana formada per Brian May el guitarrista de Queen. La banda va ser originalment formada per May l'octubre de 1991 per l'actuació del festival de guitarra Guitar Legend a Sevilla. Van anar de gira amb Brian May per promoure alguns dels seus àlbums d'estudi i el seu únic àlbum és el directe Live at The Brixton Academy del 1993. La banda va anar de gira pels EUA, Europa i Japó. La gira va acabar al desembre del 1993, quan May va tornar a l'estudi amb els companys de Queen Roger Taylor i John Deacon per gravar el darrer àlbum d'estudi de Queen: Made In Heaven.

## Discografia
- Live at the Brixton Academy (1993)